# 콥트 가톨릭교회
콥트 가톨릭교회는 동방 가톨릭교회 중의 하나이다. 전례 양식은 알렉산드리아 전례이다. 동방 가톨릭교회 중 유일하게 전례 언어로 고대 이집트어에서 파생한 콥트어를 사용한다. 반면에 똑같이 알렉산드리아 예법을 따르는 에티오피아 가톨릭교회와 에리트레아 가톨릭교회는 그으즈어를 사용한다.
현재 총대주교청은 이집트 카이로에 있으며, 총대주교좌 성당은 카이로 교외의 나스르 시에 있는 이집트의 성모 대성당이다.

## 역사

### 시작
451년 칼케돈 공의회 때부터 양성론을 따르는 콥트인들이 있었다. 교황 호노리오 1세 재위기간에 많은 보하이라 콥트인들이 그리스도론 문제에 있어서 단성설에 반대하여 합성론 쪽에 더 기울였다. 하지만 시간이 지나면서 이들은 알렉산드리아 멜키트에 동화되어갔다.
1442년 2월 4일 피렌체 공의회에서 콥트 정교회 사절단은 가톨릭교회와 로마의 주교인 교황과 공식적으로 일치한다는 내용의 문서 《주님께 노래하라》(Cantate Domino)에 서명했다. 하지만 이집트에서 큰 호응을 얻지 못하고 결국 문서는 사문화되었다. 17세기에 프란치스코회를 위시한 선교사들이 콥트인들과 접촉하기 시작했다. 1630년 카푸친회에 카이로 선교단이 설립되었다. 1675년에는 예수회가 이집트로 진출했다. 1713년 알렉산드리아 콥트 총대주교는 다시 로마에 순종했지만, 1442년과 마찬가지로 이 일치 역시 오래가지 못했다.
1741년 예루살렘의 콥트 정교회 주교 안바 아타나시오스가 가톨릭으로 회심했다. 1781년 그는 교황 베네딕토 14세에 의해 당시 2천 명 미만의 이집트의 콥트 가톨릭 신자들을 사목하는 대목구장에 임명됐다. 하지만 결국 아타나시오스는 콥트 정교회로 다시 돌아가면서 다른 이들이 대목구를 위해 일했다.

### 총대주교청
1824년 오스만 치하의 콥트 가톨릭 신자들이 자체적인 총대주교를 원한다고 본 교황은 시리아, 이집트, 아라비아, 키프로스 대목구에서 알렉산드리아 총대주교청을 설정했으나 실질적으로는 명예직에 지나지 않았다. 1829년 오스만 제국은 콥트 가톨릭 신자들이 성당을 짓는 것을 허용했다.
콥트 가톨릭 신자는 1895년 교황 레오 13세가 가톨릭 총대주교청을 회복시키면서 증가했다. 레오 13세는 당초 키릴로스 마카리오스 주교를 총대주교 대리로 지명했다. 이후 마카리오스는 시노드를 주최했는데, 이 때 일부 라틴 교회의 관습들이 도입되었다. 1899년 레오 13세는 마카리오스를 콥트 가톨릭교회의 알렉산드리아 총대주교로 임명했다. 그러나 마카리오스는 많은 반대에 부딪쳐 교황에게 요청해 1908년 총대주교직을 사임했다. 이후 콥트 가톨릭 총대주교좌는 1947년까지 공석 상태로 남아 있었으며, 이 시기 동안에는 교황청 관리자가 대신 감독하였다.

## 교계제도
콥트 가톨릭교회는 이집트만 담당하고 있는 자치 교회이다. 총대주교의 직함에는 알렉산드리아라는 지명이 들어가 있기는 하지만, 실제 그의 주교좌는 오늘날 이집트의 수도 카이로에 있다.
총대주교는 알렉산드리아(총대주교의 원래 주교좌), 아시우트, 기자, 이스마일리아, 룩소르, 민야, 소하그 등에 총 7명의 보좌 주교를 두고 있다.

## 수도회
콥트 가톨릭교회에는 콥트 수도원이 없는 대신에 성심 자매회, 예수 마리아 콥트 자매회, 예수의 작은 자매회 등의 여성 수도 공동체 세 개가 있다. 남자 수도회로는 프란치스코회가 있다.

## 교육 및 보건 사업
사제 성소자들은 대부분 카이로 교외에 있는 성 레오 총대주교청 신학교에서 공부한다. 100개 이상의 콥트 가톨릭 본당들이 초등학교를 운영하고 있으며, 일부에서는 중고등학교까지도 운영한다. 콥트 가톨릭교회는 병원과 많은 진료소 그리고 몇몇 고아원을 운영하고 있다.

## 같이 보기
- 동방 가톨릭교회
- 알렉산드리아 콥트 정교회